# 1922 في جمهورية أيرلندا
فيما يلي قوائم الأحداث التي وقعت خلال عام 1922 في جمهورية أيرلندا.

## أحداث
- 28 يونيو – الحرب الأهلية الأيرلندية

## سياسة

### تعيين في المنصب
- 10 يناير – جورج غافان دافي وزير الخارجية والتجارة [الإنجليزية]‏.
- 10 يناير – ريتشارد ملكاهي وزير الدفاع [الإنجليزية]‏.
- 30 أغسطس – أوين ماكنيل وزير التربية والمهارات [الإنجليزية]‏.
- 30 أغسطس – ديزموند فيتزجيرالد وزير الخارجية والتجارة [الإنجليزية]‏.

### انتهاء فترة المنصب
- 25 يوليو – جورج غافان دافي وزير الخارجية والتجارة [الإنجليزية]‏.
- 22 أغسطس – مايكل كولينز وزير المالية [الإنجليزية]‏.

## كتب
من الكتب التي صدرت هذه السنة في جمهورية أيرلندا:
- 2 فبراير – عوليس من تأليف جيمس جويس.

## مواليد

### يونيو
- 14 يونيو – كيفن روشي

## وفيات

### يناير
- 5 يناير – إرنست شاكلتون (مواليد 1874)

### فبراير
- 1 فبراير – ويليام ديزموند تايلور (مواليد 1872)
- 3 فبراير – جون بتلر ييتس (مواليد 1839) فنان أيرلندي.

### يوليو
- 26 يوليو – جون كلارك (مواليد 1849) ملاكم من الولايات المتحدة الأمريكية.

### أغسطس
- 14 أغسطس – ألفريد هارمسورث (مواليد 1865)
- 22 أغسطس – مايكل كولينز (مواليد 1890)